# Zenzen Daijōbu
Zenzen Daijōbu (jap. 全然大丈夫, dt. „alles in Ordnung“, engl. Fine, Totally Fine) ist ein japanischer Film aus dem Jahr 2008. Die Komödie stammt von Regisseur und Drehbuchautor Yōsuke Fujita.

## Handlung
Der Film handelt von den beiden skurril tollpatschigen Freunden Hisanobu und Teruo, die sich in dasselbe Mädchen verlieben: die niedliche, aber ebenso tollpatschige Künstlerin Akari. 
Teruo, der älteste Sohn eines Ladenbesitzers für Second-Hand-Bücher, steht kurz vor seinem 30. Geburtstag und verfolgt einen großen Traum: Das größte Gruselkabinett der Welt zu bauen. Sein Freund Hisanobu bestärkt ihn in seinem Vorhaben. Im Verlaufe des Films stehen jedoch immer wieder die Missgeschicke der Protagonisten im Vordergrund, die den humoristischen Ton des Films prägen.

## Auszeichnungen
- Udine Far East Film Festival 2008 Zuschauerpreis (3. Platz), Black Dragon Zuschauerpreis (2. Platz)
- Nippon Cinema Award 2008 Nippon Connection
- New York Asian Film Festival Zuschauerpreis: 2008